# Manuel Steitz
Manuel Steitz (Monaco di Baviera, 21 marzo 1994) è un attore tedesco, conosciuto per aver interpretato Olli, uno dei ruoli principali nella trilogia di film La banda dei coccodrilli.

## Carriera
Ha iniziato la sua carriera da attore nel 2002 recitando in due cortometraggi: Der Tierfreund e Fang des Lebens. 

Nel 2006, ha interpretato Seppel, nel film Der Räuber Hotzenplotz. Nel 2007 invece, compare nell'adattamento cinematografico di un libro per bambini e ragazzi, Herr Bello, interpretando "Max Sternheim". Il vero e proprio debutto, è iniziato nel 2009, quando ha recitato nella trilogia di film La banda dei coccodrilli per interpretare Olli, un componente della banda e fratello della carinissima Maria (Leonie Tepe).

## Filmografia
La banda dei coccodrilli  (2009)
La banda dei coccodrilli indaga (2010)
La banda dei coccodrilli - Tutti per uno (2011)

## Cinema
- 2002: Der Tierfreund
- 2004: Fang des Lebens
- 2006: Der Räuber Hotzenplotz
- 2007: Herr Bello
- 2009: La banda dei coccodrilli - Olli
- 2010: La banda dei coccodrilli indaga - Olli
- 2011: La banda dei coccodrilli - Tutti per uno - Olli